# Lissoclinum vulgare
Lissoclinum vulgare är en sjöpungsart som beskrevs av Monniot 1992. Lissoclinum vulgare ingår i släktet Lissoclinum och familjen Didemnidae. Inga underarter finns listade i Catalogue of Life.